# De Zwaan (Ouderkerk aan de Amstel)

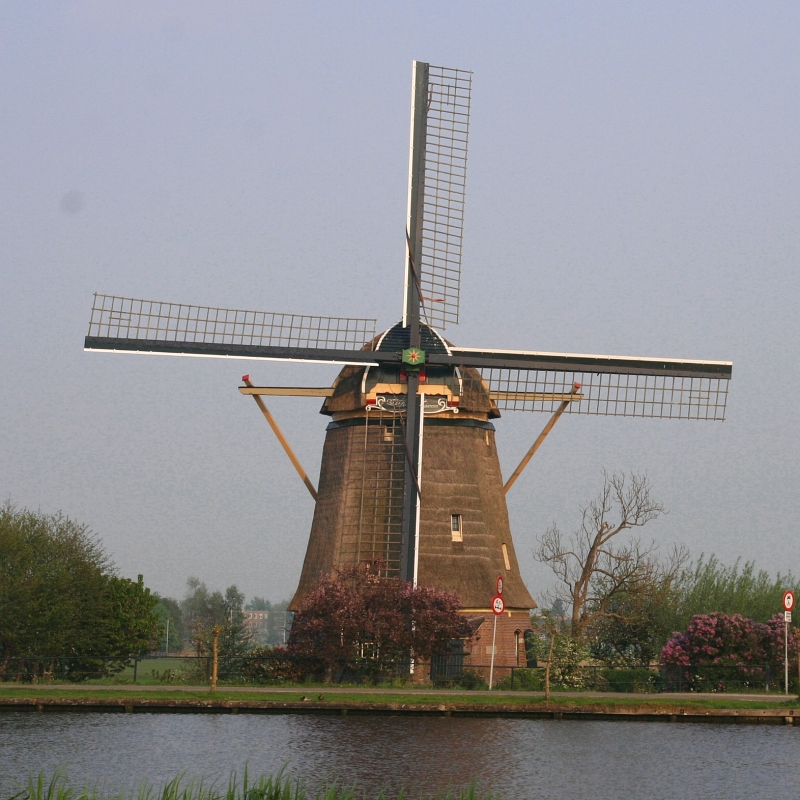
De Zwaan in 2007

De Zwaan is een historische poldermolen in het Nederlandse Ouderkerk aan de Amstel.

## Geschiedenis

### Ontstaan
De Zwaan werd omstreeks 1638 als binnenkruierschepradmolen gebouwd. Hij bemaalde de Klein-Duivendrechtse en Binnenbullewijkerpolder op de Amstel (de boezem van Amstelland), die samen een oppervlakte hadden van 356 ha. De molen heeft een vlucht van 25,6 meter. Op 22 juli verkregen de ingelanden van de buurt Klein-Duivendrecht en een deel van de Binnenbullewijk octrooi tot bedijking van hun voordien met Amstellands boezem gemeen liggende landen. Hierdoor ontstond er een polder die ten oosten aan de Westbijlmer- en Laanderpolder grensde die een eigen windmolen hadden. In 1879 werden de polders samengevoegd door een uitgevoerde vervening waardoor de ‘’Verenigde Westbijlmer- en Klein Duivendrechtse polder’’ ontstond.
Foto's uit 1885 tonen de molen als binnenkruier, kort hierna werd er een staart aangebracht en werd de molen een buitenkruier. In 1888 werd de onderbouw van de molen in steen uitgevoerd. Er is een ingemetselde steen met de tekst: "In steen vernieuwd in den jare 1888".

### Verval
Begin 1900 zijn de uitgeveende gronden drooggemaakt en de nieuw ontstane polder werd ‘’Nieuwe Bullewijk’’ genoemd. Bij statenbesluit werd deze op 21 december 1909 gereglementeerd. Als gevolg van een overeenkomst van 20 mei dat jaar, waarin werd besloten dat het resterende deel van de ‘’Verenigde Westbijlmer- en Klein Duivendrechtse polder’’ haar overtollig water onder zekere voorwaarden op de veel dieper gelegen droogmakerij mocht laten aflopen, werd de taak van de twee windmolens van deze polder begin 1910, toen de overeenkomst van kracht werd, overgenomen door het stoomgemaal van ‘’Nieuwe Bullewijk’’. De molen van de Westbijlmer- en Laanderpolder is daarna eerst gedeeltelijk en daarna geheel afgebroken. De molen van de Klein-Duivendrechtse en Binnenbullewijkerpolder is toen wel blijven staan, maar raakte ernstig in verval. In 1930 kreeg de vereniging ‘’De Hollandsche Molen’’ bemoeienis met het beheer van de molen. Hij wordt verhuurd als woning, maar de molen zelf draait niet meer. Er wordt een roede verwijderd, en ook het riet verdwijnt langzaamaan steeds meer, waardoor er aansloop gedacht werd. Nadat de laatste bewoners zijn vertrokken, schrijft de Volkskrant op 30 mei 1950 in een artikel: "Toen hielden de wieken van de oude molen stil. De wiekenzeilen werden opgerold en er was niemand meer die de kruihaspel vatte en de kap naar de wind stelde. In het hart van de molen viel de stilte van de verlatenheid."

### Restauraties

#### 1950
De burgemeester van Ouder-Amstel, de heer F.J.J Boelens, verzet zich hiertegen en samen met bestuurslid C. Visser van ‘’De Hollandsche Molen’’, en enkele Ouderkerkers richt hij de ‘’Stichting Molen te Ouderkerk’’ op. Kort na de oprichting neemt de stichting de molen over van het polderbestuur voor het bedrag van f 1,--. Er wordt een restauratie voorbereid, en de kosten hiervan worden op zo'n f 23.000,-- geraamd. De financiering is echter een groot probleem. Dan komt familie De Zwaan uit Amsterdam. Zij trekken zich het lot van de molen zeer aan en schenken de stichting een aanzienlijk geldbedrag. Hun enige eis is dat ze de molen als weekendwoning mogen gebruiken. Met dit geld, aangevuld met een overheidssubsidie, is er voldoende geld beschikbaar. Het rieten dak wordt vernieuwd, het gevlucht wordt weer compleet gemaakt, en er komt een nieuwe staart met kruirad. Ook wordt de molen vernoemd naar de familie De Zwaan. Er wordt ook een gedenksteen ingemetseld met de tekst ‘’Zo overheid als burger, voor 't schoon van Neerlands erf, ontrukten dezen molen, aan 't sloopende
bederf". AoD 1950.’’ Doordat de nadruk van deze restauratie lag op het monumentale karakter, werd de molen niet opnieuw in werking gesteld.

#### 1975
In 1972 is de molen in eigendom overgedragen aan de Vereniging De Hollandsche Molen in Amsterdam. Zij achtten het tijd voor een volgende restauratie. Zo was de fundering er zeer slecht aan toe. De familie De Zwaan had inmiddels plaatsgemaakt voor nieuwe bewoners: de familie Jonker.

Tijdens deze restauratie werd de fundering versterkt en er werd een nieuwe woning in de molen aangebracht. Ook werd het gaande werk verwijderd. Alleen het bovenwiel bleef intact zodat de molen wel kon draaien. Het onderwiel was al niet meer aanwezig. Nadien is, vanwege de verzwaring van de Amsteldijk, de voorwaterloop gedicht.
Scheprad en wateras zijn voor gebruik elders ter beschikking gesteld aan de Stichting "De Utrechtse Molens". Deze tweede restauratie kostte bijna het drievoudige van de eerste restauratie, namelijk f 65.000,--

#### 1991
De laatste restauratie vond plaats in 1991. Tot midden jaren ’80 draaide de molen regelmatig, maar het kruien van de kap ging steeds slechter, tot dit op een gegeven moment helemaal niet meer mogelijk was. Daarom begon men in 1986 met de voorbereidingen van een nieuwe restauratie. Ook bleek toen het wiekenkruis in slechte staat te zijn. Doordat de gemeente Ouder-Amstel bereid was het meerjarenprogramma aan te passen kon de rijkssubsidie volledig benut worden. De provincie Noord-Holland zegde ook een bijdrage toe. De totale kosten van deze derde restauratie werden op ongeveer f 145.000,-- geraamd. In 1991 begon Molenmaker Verbij uit Hoogmade met de restauratie. Deze werd uitgevoerd in overleg met vertegenwoordigers van de Rijksdienst voor de Monumentenzorg. De kap is teruggebracht naar vroegere staat met een overring van bijzonder constructie, sleuven in de kuip waarin voorheen zogenaamde keerrollen hadden gezeten, blokkeels boven op de achtkantstijlen en in het boventafelelement aanwezige kruikammen van de binnenkruier. De kruivloer, waarop de gietijzeren rollen van het kruiwerk lopen, werd, evenals de overring, voorzien van ijzeren platen. Deze kruivloer werd waterpas gelegd. Ook de rollenwagens werden gereviseerd. Na het steken van de nieuwe roeden op 21 augustus 1991 kon met het ophekken ervan worden begonnen. Op 1 november 1991 werden er twee nieuwe zeilen op de binnenroede gelegd. De vang werd gelicht en sinds ruim 80 jaar konden we de molen weer met zeilen zien draaien. De familie Jonker heeft toegezegd de molen regelmatig te zullen laten draaien. Naast het feit dat dit natuurlijk een mooi gezicht is komt het de molen ook ten goede en levert het provinciale draaipremie op.